# José Silva
José Silva (11. srpna 1914 Laredo – 7. února 1999) byl americký podnikatel, elektrotechnik, parapsycholog a autor několika knih. Vytvořil metodu, jejímž cílem bylo pomoci lidem zvýšit jejich IQ, rozvíjet psychické dovednosti, intuici a schopnost léčit sebe i ostatní.

## Život a dílo
José Silva se narodil 11. srpna 1914 v Laredu, ve státě Texas. Když mu byly čtyři roky (1918/1919), zemřel jeho otec. Matka se krátce na to provdala znova. On, jeho mladší bratr a starší sestra byli vychování jeho babičkou. V roce 1920 začal pracovat jako pouliční prodavač novin, čistič bot, uklízeč kanceláří a prodejce čerstvě vylíhnutých kuřat. Vytvořil skupinu mladých lidí, kteří ještě před nástupem do zaměstnání získali prodejní zkušenosti, když prodávali drobné výrobky pro domácnost. Jeho sourozenci, kteří na rozdíl od něj chodili do školy, jej naučili číst a psát. On sám do školy začal chodit až po druhé světové válce, kdy ve škole začal sám vyučovat. Okolo roku 1929, při čekání u holiče, našel v novinách nabídku korespondenčního kurzu pro opraváře rádii. Majitel holičství mu neumožnil vzít si tento výtisk novin, místo toho s ním uzavřel dohodu. Umožní Silvovi absolvovat tento kurz, ale pod jeho jménem. Denně Silva vyplnil test, za což zaplatil holiči 1 USD. Když mu bylo 15 let, úspěšně absolvoval kurz. Certifikát dostal majitel holičství, José Silva si otevřel na druhé straně města Laredo opravárenskou dílnu na rádia. Tato firma mu vydělala více než 500.000 USD, což mu umožnilo věnovat se výzkumu psychiky člověka po dobu 20 let. V období 2. světové války se setkal s válečným psychologem, který ověřoval psychický stav odvedenců. V té době měl José Silva již tři děti, celkem měl deset dětí.
Za druhé světové války byl instruktorem spojovacích jednotek (anglicky Signal Corps). V tomto období se setkal s hypnózou, díky knize, kterou mu zapůjčil výše uvedený válečný psycholog. Po konci války byl z armády propuštěn s 200 USD. Neměl úspory. začal znovu budovat svou firmu na opravu rádii, a na poloviční úvazek začal učit na Laredské vyšší škole (anglicky Laredo Junior College, dnes Laredo College), kde dohlížel na další tři učitele a zařizoval elektrotechnickou laboratoř. V roce 1950 se jeho firma rozrostla, mimo rádii se věnovala také opravě televizorů, v té době byla největší ve městě. Odešel ze školy. Mimo práce ve firmě se věnoval studiu jasnozřivosti (anglicky clairvoyance) a hypnózy. Snažil se přijít na možnost zvýšit IQ za použití hypnózy. Díky znalostem elektrotechniky přišel na to, že mozek produkuje elektřinu. Studoval materiály o alfa vlnách, zakoupil si elektroencefalograf (EEG). Hypnózu zkoušel na svých dětech, které měly špatné známky ve škole. Zjistil, že jedna oblast mozku, část, která produkuje aktivitu alfa vln, byla silnější než ostatní. To mu naznačovalo, že elektrická impedance této oblasti mozku byla nižší, a proto mohla fungovala efektivněji. V té době přišel na to, že mozek je výkonnější, když je méně aktivní.
Postupně opouštěl práci s hypnózou a začal experimentovat s cvičením, které mělo uklidnit mozek a současně jej udržet v nezávislé činnosti. Z těchto cvičení se stal základ jeho metody kontroly mysli, testy na jeho dětech, které prováděl během tří let, měly dobré výsledky, jak v laboratoři, tak v jejich výsledcích ve škole. Tato cvičení vyžadovala uvolněnou koncentraci a živou mentální vizualizaci, čehož dosahoval v beta vlnách. Při testech z mimosmyslovým vnímáním, kdy své dceři kladl otázky a připravoval si další, došlo k situaci, že mu začala odpovídat na otázky, které ještě nepoložil. V roce 1953, díky publikacím Dr. Josepha Bankse Rhineho (29. září 1895 – 20. února 1980) z Duke university, o ESP (Extra-Sensory Perception), otestoval a naučil tuto metodu svou dceru. Dr. Rhine jeho výsledky zpochybnil, protože jím nebyla patřičně testována. Přesto si José Silva všiml výrazného zlepšení školních výsledků.
Během dalších deseti let učil svou metodu 39 dětí z Lareda. V roce 1966 zveřejnil mentální výcvikový program, který byl později nazván Silvova metoda kontroly mysli, ta se v rámci kurzu vyučovala 40 až 48 hodin, a byla ověřena na více než 500tis. lidech. Postupně byla délka kurzu snížena na 18 až 20 hodin, v některých případech 12 až 14 hodin. Celý výzkum činnosti mozku, kontroly mysli financoval ze zisků své firmy. V té době nebylo žádné státní, nebo univerzitní stipendium, nebo podpora nějaké nadace. Dnes je Silva Mind Control prosperující firmou, která svůj zisk reinvestuje do rozvoje a výzkumu mozku člověka. lektoři této firmy působí v 50 státech světa a 34 zemích (platné v roce 1978).
José Silva napsal knihu Člověk léčitel (anglicky You The Healer), kde popisuje jak použít metodu kontrolu mysli k uzdravení sebe a ostatních. Založil také Ekumenickou společnost psychorientologie (anglicky Ecumenical Society of Psychorientology Inc.), aby ochránil čtenáře, praktikující jeho metodu, před obviněními, že provozují medicínu bez patřičné licence.
V článku „Can Man Control His Mind", který vyšel 16. dubna 1972 v New York Times, se psalo, že studie Trinity University prokázala, že studenti, kteří prošli kurzem metody kontroly mysli dosáhli vysokého stupně produktivity na úrovni alfa vln. Tohoto si také všimly C. W. Post College a Canisius College, a nabídly svým studentům možnosti účastnit se kurzu metody kontroly mysli.

Mezi uváděné příklady a výsledky této metody patří např.: četné dopisy absolventů metody s jejich pozitivními výsledky otiskl Herald American, metodu požívali praktičtí lékař. lidé s nadváhou a závislostech na kouření, 14 hráčů White Sox, reklamní pracovníci.
| „ | José často slyšel větu: „José, ty jsi změnil můj život!" Vždy poněkud zvážní a řekne: „Ne, to jsem neudělal já, Ty jsi to udělal, tvoje vlastní mysl." | “ |
| — | |   |

José Silva zemřel v 7. února 1999, ve věku 84 let. Metoda Silva UltraMind ESP System byla jeho poslední a byla dokončena krátce před jeho smrtí.

## Ocenění
V roce 1971 byl vyslancem dobré vůle za stát Texas.
V roce 1977 získal titul Senior International od Ligy spojených občanů Latinské Ameriky (anglicky League of United Latin American Citizens, LULAC).
V roce 1980 jej guvernér Guamu Paul McDonald Calvo (25. červenec 1934), jmenoval čestným velvyslancem se zvláštním posláním pro území Guamu. V září 1980 zástupci zákonodárného shromáždění Guamu schválil rezoluci, kde mu vyslovili pochvalu za práci, kterou vykonal.

## Knihy
Řazeno dle roku vydání, od nejstaršího.
- The Silva Mind Control Method, 1977, Simon & Schuster, ISBN 978-0-671-22427-1
- Silva Mind Control, 1979, Pocket, ISBN 978-0-671-83045-8
- The Mystery of the Keys to the Kingdom, 1983, Institute of Psychorientology, Inc., ISBN 978-0-913343-60-9
- Prophesy, 1984, Institute of Psychorientology, Inc., ISBN 978-0-913343-65-4
- Man the healer, 1986, Institute of Psychorientology, Inc., ISBN 978-0-913343-70-8
- A Concept of God, 1987, Institute of Psychorientology
- THE SILVA MIND CONTROL METHOD FOR BUSINESS MANAGERS, 1987, Prentice - Hall, ISBN 978-0-13-811000-0
- The Silva Mind Control Method for Getting Help from Your Other Side, 1989, Pocket Books, ISBN 978-0-671-67944-6
- The Silva Method: Tapping the Secrets of Your Mind for Total Self-mastery, 2000, Souvenir Press Ltd, ISBN 978-0-285-63541-8
- Jose Silva's Guide to Mental Training for Fitness and Sports: Think and Grow Fit, 2009, Avlis Publishing
- The Silva Mind Control Method of Mental Dynamics, 2010, Simon & Schuster
- You the Healer: The World-Famous Silva Method on How to Heal Yourself and Others, 2011, HJ Kramer/New World Library
- The Revealer: The scientific philosophy of theology, 2013, Avlis Publishing
- Reflections: Personal Evaluation by the Founder of the Silva Method, 2014, Avlis Publishing
- Subjective Communication, 2014, Avlis Publishing
- Sales Power the SilvaMind Method for Sales Professionals, 2014, Avlis Publishing

### Knihy vydané v češtině
Řazeno dle roku vydání překladu, od nejstaršího.
- spoluautor Philip Miele, Silvova metoda kontroly mysli (originální název The Silva Mind Control method, 1979), 206 s, ISBN 80-85189-25-9[13]

- spoluautor Ed Bernd Jr., Silvova metoda pro fyzickou a psychickou kondici (originální název The Silva Method THINK AND GROW FIT, 1996), 1997, Pragma, 272 s, ISBN 80-7205-428-7[14]

- spoluautor Ph.D. Robert B. Stone[pozn. 1], Silvova metoda kontroly mysli pro podnikatele a manažery (originální název The Silva Mind Control Method for Business Managers), 2003, Pragma, 214 s, ISBN 80-85213-84-2[15]
- Člověk léčitel (originální název You the healer, 1989), Pragma, 2005, 259 s, ISBN 80-7205-055-9[16]
- Ultramind ESP, 2013, Pragma, 296 s, ISBN 80-7205-911-4[17]
- Silvova metoda ovládání mysli pro získání pomoci z druhé strany, 2015, Maitrea, ISBN 978-80-7500-124-5[18]

### Knihy vydané ve slovenštině
Řazeno dle roku vydání překladu, od nejstaršího.
- Sme schopní liečiť, 1991, Fontána, 212 s, ISBN 80-900492-1-4[19]
- spoluautor Philip Miele, Ovládanie vedomia Silvovou metódou (originální název: The Silva MInd Control Method, 1979), 1993, Fontána, 176 s, ISBN 80-85701-02-2[20]